# Am grünen Strand der Spree
Am grünen Strand der Spree ist eine fünfteilige Fernsehfilm-Serie von Fritz Umgelter, die vom NWRV-Fernsehen Köln produziert wurde. Sie entstand nach dem Buch Am grünen Strand der Spree – So gut wie ein Roman (1955) von Hans Scholz und war einer der frühen „Straßenfeger“ des deutschen Fernsehens. Seit der Erstausstrahlung im Frühjahr 1960 ist sie mehrmals in der ARD, den Dritten Programmen und bei 1 PLUS wiederholt worden. Unter demselben Titel hatte der Südwestfunk (SWF) schon 1956 ein Hörspiel auf Grundlage des Buches herausgebracht, bei dem Scholz selbst auch als Sprecher mitwirkte.
Am 29. April 2009 erschien die Verfilmung auf fünf DVDs mit dem fünfteiligen SWF-Hörspiel als Bonusmaterial auf MP3-CD.

## Allgemeines zur Fernsehserie
Von den sieben großen Erzählungen des Buches sind sechs verfilmt worden. Unberücksichtigt blieb, genau wie in der Hörspielfassung, die Geschichte des ehemaligen Jockey-Club-Angestellten Stefan Cesnick, der sich in amerikanischer Kriegsgefangenschaft in eine Angehörige der US-Armee verliebt hat und nun kurz vor seiner Ausreise nach Los Angeles steht, um dort seine Angebetete zu heiraten. Von den vielen kürzeren Geschichten sind verschiedene in die Serie eingebaut und anderen Personen sehr geschickt zugeordnet worden.
Die beiden ersten Erzählungen sind in sich abgeschlossen. Durch die Folgen drei bis fünf zieht sich ein roter Faden, der sich an der Person Barbara Bibiena, genannt Babsybi, festmachen lässt. In den Folgen 3 und 4 treten einige Darsteller in zwei verschiedenen Rollen auf; einmal in der 1759er Geschichte, zum anderen in der Zeit von 1939 bis 1954. Zwischen beiden Rollen scheint es eine Art unsichtbare Beziehung zu geben. In den Folgen 2 bis 4 werden von einem Sprecher im Hintergrund die Teilnehmer der Tafelrunde benannt, und er gibt Hans-Joachim Lepsius den Vornamen „Martin“, der sonst nirgendwo vorkommt. In der 3. Folge spielt der Requisiteur Kurt Squarra eine Nebenrolle als Bäcker. Im 4. Teil sollten laut Peter Koslowski die Scheiben eines Autobusses beschlagen gewesen sein, aber zum fraglichen Zeitpunkt hatte man den besten Durchblick. In der 5. Folge wird einer der Hauptdarsteller, Gerhard Just (Direktor Gatzka), nicht im Nachspann vermerkt.

## Die Tafelrunde
Am Abend des 26. April 1954 treffen sich der Werbefilmproduzent Hans Schott, der Maler und Filmberater Fritz Georg Hesselbarth und der Schauspieler Bob Arnoldis mit ihrem Freund, dem erst vor kurzem aus sowjetischer Gefangenschaft heimgekehrten Ex-Major Hans-Joachim Lepsius. Gastgeber ist Lepsius’ Vetter Matthias Brabender, der aber wegen einer anderweitigen Einladung nicht persönlich anwesend sein kann. Das Treffen findet in der altvertrauten Jockey-Bar in West-Berlin statt. Der eigentliche Zweck dieses Treffens ist es, Lepsius die Wiedereingewöhnung in das Zivilleben der Nachkriegszeit zu erleichtern. Zunächst liest Lepsius Tagebuchblätter eines noch vermissten Freundes vor. Andere Erzählungen schließen sich an, und langsam entsteht ein Mosaik Berlins und der jungen DDR, die damals im Westen auch nach der Staatsgründung nur als Ostzone oder Sowjetische Besatzungszone bezeichnet wurde.
Die in der Infobox aufgeführten Darsteller spielen in allen Folgen mit und werden deshalb in den übrigen Besetzungslisten nicht extra erwähnt.

## Die einzelnen Folgen

### Das Tagebuch des Jürgen Wilms

#### Handlung
Länge: 96,38 Minuten – Erstausstrahlung: Dienstag, 22. März 1960 um 20.20 Uhr
In der ersten Episode erzählt Lepsius vom Zusammentreffen mit dem gemeinsamen Freund Jürgen Wilms in einem Gefangenenlager im russischen Tichwin. Während Lepsius in Richtung Frankfurt (Oder) in Marsch gesetzt wird, muss Wilms in Gefangenschaft bleiben. Es gelingt ihm allerdings, Lepsius einige Tagebuchaufzeichnungen mitzugeben. Daraus liest Lepsius der Runde vor.
Die Schilderung beginnt am 5. Juni 1941 im polnischen Ort Maciejowice und endet in den letzten Oktobertagen desselben Jahres in Orscha am Dnepr. Er berichtet über den Einfall in die Sowjetunion, über die Kampfhandlungen und die Ereignisse am Rande, aber auch von Gräueltaten vor allem der SS und ihrer Helfer. Gefühle entwickelt er für eine junge Jüdin in  Polen. Am Ende des Films wird er Zeuge einer Massenerschießung von Juden auf einem Friedhof in Orscha; unter ihnen ist auch die aus Polen abtransportierte junge Jüdin.
Historisch ist das nicht korrekt. Zwar gab es in Orscha ein Ghetto und später zwei Massaker an der örtlichen jüdischen Bevölkerung mit 2.000 Todesopfern, es gab aber keine Transporte polnischer Juden nach Orscha. Bei einem der Massaker (am 26. und 27. November 1941) war der Autor – als Schaulustiger – selbst zugegen.

#### Darsteller
- Hinrich Rehwinkel: Jürgen Wilms
- Wilmut Borell: Hauptmann Rahn
- Wolfried Lier: Unteroffizier Jaletzki
- Walter Starz: Hans Pfitzer
- Edgar O. Faiss: Feldwebel Hapke
- Dieter Kirchlechner: Leutnant Hahneberg
- Horst Niendorf: Dr. Mathias Brabender
- Karin Saida: Das Mädchen
- Dorit Amann: Galina
- Anton Hauschild: Der Junge
- Reinhard Kolldehoff: Ein SS-Mann
- Sigurd Fitzek: Ein SS-Wachmann
- Georg Lehn: Ein Soldat
- Helmut Förnbacher: SS-Offizier
- und Günter Gräwert, Hans Haybach, Sonja Kosta, Reinhard Lentz, Heinz Plate, Horst Raspe, Hans Zander

### Der General
Länge: 101,14 Minuten – Erstausstrahlung: Dienstag, 5. April 1960 um 20.20 Uhr

#### Handlung
Diese Geschichte wird von Hesselbarth vorgetragen. Er berichtet von seinem letzten Divisionskommandeur, einem General mit dem klingenden Namen Johann Beatus Freiherr von Hach und zu Malserhaiden. Die Geschichte spielt in Nordnorwegen. Im Sommer 1944 übernimmt der General eine Division, die sich gewissermaßen im „polaren Ruhestand“ befindet, da es seit 1940 keine Kampfhandlungen mehr gegeben hat. Die wenigsten Offiziere glauben noch an den Nationalsozialismus, obwohl es keiner offen ausspricht.
In das ruhige Leben des Stabs kommt Bewegung, als der General während einer Elchjagd entdeckt, wie Leutnant von Sternberg einige Norweger über die stark bewachte Grenze in das neutrale Schweden lotst. Er verhaftet ihn sofort, in Anwesenheit von Hauptmann Matthäus. In dem folgenden Prozess wird von Sternberg erwartungsgemäß zum Tode verurteilt. Im Zuge des kurz zuvor stattgefundenen Attentats vom 20. Juli 1944 ist die schnelle Vollstreckung verständlich. Doch am Abend vor der geplanten Hinrichtung gelingt ihm die Flucht. Ende Februar 1945 erfährt der General von Hauptmann Matthäus, dass es Sternberg noch nicht gelungen sei, nach Schweden zu entkommen. Er wolle in der kommenden Nacht mit Hilfe seiner Freundin Swanhild den Grenzübertritt wagen. Im Auftrag des Generals, der aufgrund verschiedener Vorfälle selbst desillusioniert vom Dritten Reich ist und kurz zuvor die Nachricht erhalten hat, dass nach seinem ersten Sohn nun auch sein zweiter und letzter Sohn in Frankreich gefallen ist, verhilft Hauptmann Matthäus dem ehemaligen Leutnant von Sternberg indirekt zur Flucht, indem er die Grenzsicherung, für die er verantwortlich ist, an diesem Abend so plant, dass Sternberg unbehelligt schwedisches Hoheitsgebiet erreichen kann.

#### Darsteller
- Wolfgang Büttner: Generalleutnant Johann Beatus Freiherr von Hach und zu Malserhaiden, Divisionskommandeur
- Werner Hessenland: Oberstleutnant Marx, Ia (Chef des Stabes)
- Adolf Ziegler: Oberstabsrichter Dankelmann, III (Divisionsrichter)
- Ferdinand Anton: Major, IIa (Adjutant)
- Karl Stiefel: Oberleutnant Reinecke, O1 (1. Ordonnanzoffizier)
- Adolf Gerstung: Major Busch, Kommandant des Stabsquartiers
- Til Kiwe: Major Illing, Ib (Quartiermeister)
- Bum Krüger: Oberleutnant Hesselbarth, O2 (2. Ordonnanzoffizier)
- Hans E. Schons: Oberfeldintendant Löser, IVa (Divisionsintendant)
- Konrad Georg: Major Huber, IVc (Divisionsveterinär)
- Peter Henning: Söder, IVd (Divisionspfarrer protestantisch)
- Hans Pössenbacher: Hauptmann Matthäus, Führer der Feldhundestaffel
- Herwig Walter: Hauptmann Götzke, Nationalsozialistischer Führungsoffizier
- Josef Wageck: Oberzahlmeister Neumann, IVz (Divisionszahlmeister)
- Anneli Granget: Swanhild Magnussen
- Werner Meissner: Leutnant Anatol Gregor von Sternberg
- Utz Richter: Leutnant Mitlöhner
- Hans Jürgen Diedrich: Ordonnanz Stabsgefreiter Jänicke
- Hans Karl Friedrich: Sonderführer Zeck
- Erich Bauer: Sonderführer Mahlau
- Ludwig Berger: Sonderführer Gregor
- Kurt Hepperlin: Verteidiger
- Jürgen Brock: Ankläger
- Peter Schmitz: Wachtmeister
- Kurt Marquardt: Feldgendarm

### Preußisches Märchen
Länge: 97,14 Minuten – Erstausstrahlung: Dienstag, 19. April 1960 um 20.20 Uhr

#### Handlung
Die Frage nach der allen bekannten und von ihnen bewunderten Barbara „Babsybi“ Bibiena beantwortet erneut Hesselbarth, indem er ein Manuskript aus seiner Mappe nimmt und gleich zwei Geschichten daraus vorträgt. Barbara, die Hesselbarth den Stoff bereitwillig zur Verfügung stellte, berichtet darin, wie sie im August 1939, im Alter von 16 Jahren, zusammen mit ihrem Hauslehrer Dr. Förster das Schloss der Familie Zehdenitz in Döberin besucht und sich in den Sohn der Familie, Hans Wratislaw, verliebt. Am Abend liest Barbara der Familie aus der Chronik des Hauses Bibiena vor.
Dort wird berichtet, wie der Ahnherr Barbaras Ettore Galli da Bibiena, ein chilenischer Grande und Untertan der spanischen Krone, auf seiner Europareise im August des Jahres 1759 mitten in die Schlacht bei Kunersdorf gerät. Während er sich nach der Schlacht als Sanitäter betätigt, bittet ihn der sterbende Fähnrich Wenzeslaus Bogdan von Zehdenitz, eine Dame namens Rosalba zu grüßen. Durch einen glücklichen Zufall gelingt es ihm, die Dame in Berlin ausfindig zu machen und er muss feststellen, dass es sich um eine entfernte Verwandte aus dem Hause der berühmten Baumeister der Galli da Bibiena handelt. Mit der Hochzeit der beiden endet die Vorlesung.
Am nächsten Morgen fahren Barbara und Dr. Förster in Begleitung von Hans Wratislaw nach Kunersdorf, um das ehemalige Schlachtfeld zu besichtigen. Barbara bittet Hans, mit ihr Deutschland zu verlassen, um nicht in den drohenden Krieg ziehen zu müssen. Obwohl über beide Ohren in Barbara verliebt, lehnt er ab. Am Schluss der Erzählung berichtet Hesselbarth, dass Hans in den letzten Kriegstagen vor Berlin gefallen sei und Barbara sich auf den Weg machen wolle, sein Grab zu suchen.

#### Darsteller
- Elisabeth Müller: Barbara Bibiena – Rosalba Bibiena
- Peter Pasetti: Ettore Galli da Bibiena
- Leni Marenbach: Frau von Zehdenitz
- Ursula Dirichs: Hannah
- Peter Thom: Hans Wratislaw von Zehdenitz-Pfuell – Wenzeslaus von Zehdenitz-Pfuell
- Robert Bürkner: Dr. Theodor Förster
- Wolfgang Georgi: Major Oljachin
- Alexander Kerst: Der österreichische General Ernst Gideon Freiherr von Laudon
- Ernst Stankovski: Ein österreichischer Offizier
- Dieter Goertz: Jürgen Queiss
- Thomas Fabian: Arzt
- Martin Borns: Pfarrer
- Herbert Kroll: Apotheker
- Monika John: Bäckerin
- Kurt Squarra: Bäcker
- Werner Kotzerke: Busse
- Edith Schultze-Westrum: Mütterchen

### Bastien und Bastienne 1953
Länge: 108,48 Minuten – Erstausstrahlung: Dienstag, 3. Mai 1960 um 20.20 Uhr

#### Handlung
Zu später Stunde betritt der ehemalige, aus Breslau stammende Schauspieler Peter Koslowski, der im Krieg ein Bein verloren hat, ein Freund von Schott und Arnoldis, das Lokal. Dieser berichtet, wie er Anfang Oktober des vergangenen Jahres in seinem Wohnort Markgrafpieske in der Nähe von Fürstenwalde mit einer geheimnisvollen jungen Frau zusammentraf, die er Bastienne nannte, weil sie ihren richtigen Namen nicht nennen wollte. Koslowski hilft Bastienne, das Grab des gefallenen Soldaten Hans Wratislaw von Zehdenitz zu finden, weil sie den Toten gerne nach West-Berlin umbetten lassen möchte. Am Folgetag ist das Grab plötzlich verschwunden. Erst einen Monat später taucht es wieder auf.
Als Bastienne wieder in Markgrafpieske bei Koslowski ankommt, bemerkt sie, dass jemand eiligst versucht hat, die Spuren des Grabes erneut verschwinden zu lassen. Den beiden gelingt es jedoch, in dem Hütemädchen Bärbel Kroll die „Beschützerin“ des Grabes ausfindig zu machen. Bärbel erzählt den beiden, wie sie im April 1945 den schwer verwundeten Soldaten kennenlernte und bis zu seinem Tode bei ihm blieb. Bastienne nimmt von ihrem Vorhaben einer Umbettung Abstand. Koslowski hat Bastienne seit diesem Tag nicht mehr wieder gesehen. Briefe von ihr, über einen Rechtsanwalt versandt, mit einem beträchtlichen Honorar versehen, lässt er zurückgehen, da er, in Bastienne verliebt, nicht Gegenstand einer Hilfsaktion werden wolle. Als er seinen Bericht beendet, beginnen die vier Freunde zu lachen und teilen dem verdutzten Koslowski mit, dass es sich bei Bastienne nur um ihre geschätzte und langjährige Freundin Barbara Bibiena handeln könne und man die beiden unbedingt wieder zusammenbringen möchte. Koslowski lehnt ab.

#### Darsteller
- Elisabeth Müller: Barbara „Babsybi“ Bibiena, alias „Bastienne“
- Peter Pasetti: Peter Koslowski
- Ursula Dirichs: Bärbel Kroll
- Fritz Rasp: Herr Schorin
- Peter Thom: Hans Wratislaw von Zehdenitz-Pfuell
- Traute Rose: Frau Pausin
- Alfons Teuber: Herr Pausin
- Wolfgang Georgi: Ein russischer Major
- Peter Paul: Dr. Brose
- Friedrich Schoenfelder: Dr. Rudolf Bon, Rechtsanwalt
- Horst Niendorf: Dr. Mathias Brabender, Rechtsanwalt
- Otto Hilke: Bürgermeister

### Capriccio Italien
Länge: 93,40 Minuten – Erstausstrahlung: Dienstag, 17. Mai 1960 um 20.20 Uhr

#### Handlung
Inzwischen ist der Morgen des 27. April angebrochen und es erscheinen Direktor Gatzka nebst Gattin aus Oberkassel bei Bonn in der Jockey-Bar, die ein kleiner Autounfall dorthin verschlagen hat. Gatzka, während des Krieges begeisterter NSKK-Mann, jetzt hoch angesehener Wirtschaftswunderkapitän, ist Tatsachenmensch. Berlin ist für ihn ein reines Zuschussgeschäft zu Lasten des westdeutschen Steuerzahlers. Für Frau Gatzka sind West-Berlin und die Ostzone doch ein und dasselbe. Bob Arnoldis, der nun mit einer Erzählung an der Reihe ist, erfindet kurzerhand eine Geschichte, die man mit Frau Gatzka in Verbindung bringen könnte.
Also, so beginnt Arnoldis, im Oktober 1935 begibt sich ein gewisser Hans-Werner Hofer auf eine amouröse Reise nach Italien. Zuerst verlebt er einige Tage mit der schönen Kunsthistorikerin Elisabeth Maag in Pistoia. Dann steht sein Sinn nach dem niederländischen Mädchen Ankie und zum Schluss hat er nur noch Augen für eine gewisse Cornelia, die eine Pension in der Nähe von Florenz leitet und durchaus mit Frau Gatzka identisch sein könnte, da sie nach ihren eigenen Angaben in diesem Jahr tatsächlich eine Pension in dieser Gegend geführt hatte. Als sich Gatzka darüber erzürnt, dass man eine derart alberne Geschichte mit seiner Frau in Verbindung bringen könnte, versichert Arnoldis, dass es sich bei der in Frage kommenden Dame um eine ganz andere Person handeln würde und dass Hofer, also er selbst, am Schluss der Erzählung nur schwerlich als Sieger bezeichnet werden könnte. Zum Schluss wieder versöhnt, verlassen die Eheleute das Lokal.
Als sich die Runde langsam zum Aufbrechen bereit machen will, steht plötzlich Bastienne in der Tür. Sie hat bei einem morgendlichen Ausritt von Brabender erfahren, dass auch ein gewisser Peter Koslowski der Runde beiwohnt. Koslowski anfänglich noch ärgerlich, wird von seinen Freunden geschickt in ihr Auto gelotst. Und als Barbara / Bastienne fragt, wohin er wolle, lächelt er sie an und sagt: „Mit ihnen, liebes Wundergebilde, bis ans Ende der Welt und aller Tage“.

#### Darsteller
- Helen Vita: Käte Gatzka – Cornelia
- Günter Pfitzmann: Hans-Werner Hofer
- Gerhard Just: Direktor Gatzka
- Johannes Heesters: Graf Chiaroscuro
- Peter Pasetti: Peter Koslowski
- Elisabeth Müller: Barbara „Babsybi“ Bibiena
- Ursula Kopp: Elisabeth Maag
- Heidi Holve: Ankie
- Käthe Itter: Tante Hendrikje
- Richard Haller: Dr. Aschenbrenner

### Produktionsstab (Gesamtübersicht)
- Drehbuch: Reinhart Müller-Freienfels, Fritz Umgelter
- Kamera: Kurt Grigoleit
- Bauten: Alfred Bütow, Theo Zwierski
- Ton: Martin Müller
- Mischung: Georg Drechsler
- Musik: Peter Thomas
- Schnitt: Marie-Anne Gerhardt
- Regie-Assistenz: Ingrid Lipowsky
- Aufnahmeleitung: Laci Martin
- Kostüme: Brigitte Scholz
- Gewandmeister: Werner Schmidt
- Maskenbildner: Alfred Rasche
- Requisite: Kurt Squarra
- Script: Elena Guttenberger
- Produktionsleiter: Hans Schössler
- Produzent: Walter Pindter
- Redaktionelle Zuständigkeit: Wilhelm Semmelroth
- Regie: Fritz Umgelter
- Produktion: NWRV-Fernsehen Köln
- Hergestellt in den Ateliers der Bavaria-Filmkunst AG in München-Geiselgasteig

## Stimmen zum Film
„Der Stoff vom „grünen Strand“ ist ein gewebter Teppich aus Motiven Berlins, Deutschlands. Liebesbegegnungen, die vom Strom der Zeit mitgerissen werden, untergehen, die dann als Sehnsüchte und Rest-Träume wiederauftauchen. Brutale Schneisen werden in Schicksale geschlagen, Menschen, die mehrfach erscheinen oder deren Kinder sich Jahrhunderte später nochmals unerwartet begegnen. Ein Wolkenatlas über Brandenburg, eine Art Traum-Kursbuch durch deutsches Leiden und Lieben und Irrewerden an sich selbst. Aber in ungeahnter und seitdem nie mehr gesehener Zartheit und Zurückhaltung. Feinnervig, ohne Klischees, Komödie und Drama phantastisch vermischend.“

## Das Hörspiel
Im Hörspiel, das der SWF bereits im Jahre 1956 produzierte, wirkte der Autor des Buches, Hans Scholz, in doppelter Funktion mit. Zum einen schrieb er das Drehbuch, zum anderen war er der Sprecher einer der Hauptrollen, nämlich des Hans Schott. Da er seinem Buch den Zusatztitel „So gut wie ein Roman“ gab und wie eine wahre Geschichte schrieb, in dem er Hans Schott gewissermaßen als Autor benannte, hätte er sich quasi selbst dargestellt. Denn sein Buch spricht in einer Widmung Barbara und Peter Koslowski, sowie einige Freunde, die mit den Geschichten zu tun haben, direkt an. Das Hörspiel wurde, genau wie die spätere Fernsehfassung, in fünf Teilen produziert. Die einzelnen Folgen hatten allerdings anderslautende Titel, aber eine ähnliche Gliederung.
- Teil 1: Einer fehlt in der Runde
- Teil 2: Der O1 spielt Sinding
- Teil 3: Die Chronik des Hauses Bibiena
- Teil 4: Kastanien und märkische Rübchen
- Teil 5: Kennst du das Land…?

Im Hörspiel werden, wie im Buch auch, mehrere Kurzgeschichten erzählt, was wohl bei diesem Medium besser möglich ist, als in einer filmischen Darstellung.
Die Hauptfiguren sprachen:
- Hans Scholz: Hans Schott
- Ludwig Cremer: Fritz Georg Hesselbarth
- Heinz Klingenberg: Hans-Joachim Lepsius
- Wolfgang Hofmann: Bob Arnoldis
- Klausjürgen Wussow: Peter Koslowski
- Marianne Kehlau: Barbara „Babsybi“ Bibiena
- Jürgen Goslar: Jürgen Wilms
- Heinz Schimmelpfennig: Jaletzki / Schuricke
- Gert Keller: Hauptmann Rahn
- Herbert Fleischmann: Hahneberg
- Eduard Marks: General von Hach und zu Malserhaiden / Herr Schorin
- Heinz Klevenow: Hauptmann Matthäus / Dr. Brose
- Charles Brauer: Leutnant von Sternberg
- Gisela Zoch: Swanhild Magnussen / Cornelia
- Friedrich Siemers: Hans Wratislaw
- Horst Eisel: Ettore Galli da Bibiena
- Else Hackenberg: Rosalba Bibiena / Ankie
- Fritz Schröder-Jahn: Dr. Förster / O II
- Gudrun Genest: Bärbel Kroll
- Ettore Cella: Graf Chiaroscuro
- Heidi Hausmann: Elisabeth Maag
- Annemarie Marks-Rocke: Tante Hendrikje / Bäckerin

An der Produktion waren beteiligt:
- Drehbuch: Hans Scholz
- Ton: Karl-Heinz Braun, Fred Brück
- Schnitt: Alice Kehl
- Musik: Hans-Martin Majewski
- Regie und Sprecher (Dr. Brabender): Gert Westphal
- Es spielt das Rediske-Quintett unter der Leitung von Hans-Martin Majewski